# NGC 6587
NGC 6587 ist eine elliptische Galaxie vom Hubble-Typ E/SB0 im Sternbild Herkules am Nordsternhimmel. Sie ist schätzungsweise 146 Millionen Lichtjahre von der Milchstraße entfernt und hat einen Durchmesser von etwa 55.000 Lj.
Das Objekt wurde am 31. Juli 1864 von Albert Marth entdeckt.